# Flughafen Hilton Head

i8
i11
i13
Der Hilton Head Airport (IATA-Code: HHH, ICAO-Code: KHXD, FAA-LID: HXD) ist ein öffentlicher Flughafen, 3 km östlich von Hilton Head Island im Beaufort County, South Carolina in den Vereinigten Staaten.

## Flughafendaten
Er hat eine Asphaltpiste mit 1524 m Länge und 30 m Breite. Die Fläche des Flughafens beträgt 52 ha. Die Seehöhe beträgt 6 m.

## Geschichte
Der Hilton Head Airport wurde 1967 eröffnet.
Folgende Linienverbindungen wurde im Laufe der Vergangenheit durchgeführt:
- 1980 – 1984: Eastern Airlines (Atlantis Airways)[3] mit Flügen nach Atlanta und Charlotte, betrieben mit de Havilland DHC-6 Dash 6
- 1991 – 1994: American Eagle Airlines mit Flug nach Raleigh-Durham, betrieben mit ATR 42/72 und Saab 340[4]
- 23. April 1995 – 3. Mai 1997 Midway Connection (Great Lakes Airlines) nach Raleigh-Durham, betrieben mit Beechcraft 1900
- 1. März 1998 – ?: Kontinentalverbindung (Colgan Air) mit Flug nach Atlanta, durchgeführt mit Beechcraft 1900[5]
- 12. März 2000 – 6. August 2015 US Airways Express mit Verbindungen nach Charlotte und Washington, D.C., betrieben mit de Havilland DHC-8 Dash 8[6][7]
- 17. März 2007 – 30. November 2008: Delta Connection (Atlantic Southeast Airlines) mit Flug nach Atlanta, betrieben mit ATR 72[7]
- 4. März 2010 – 1. November 2010: Delta Connection (Mesaba Airlines) mit Flug nach Atlanta, durchgeführt mit Saab 340[8]
- Am 5. Juli 2018 wurde der seit 2013 betriebene Bombardier Dash 8-Dienst von Piedmont Airlines eingestellt[9][10]  und Republic Airways begann, den Flughafen Hilton Head mit Embraer 175 anzufliegen.
- Im Mai 2019 startete American Airways eine Route zum Ronald Reagan Washington National Airport, Washington. D.C.[11]

## Flugbetrieb
Im Jahre 2022 wurden 114.475 Passagiere befördert. Im selben Jahr fanden 42.624 Flugbewegungen statt, davon 1.537 lokale Bewegungen, 27.830 Zwischenlandungen, 5.722 Air-Taxi-Flüge, 6.183 Frachtflüge und 1.352 militärische Flüge. In diesem Jahr waren hier 55 einmotorige und 23 zweimotorige Flugzeuge sowie 8 Jetflugzeuge und 2 Hubschrauber stationiert.
Die wichtigsten Fluggesellschaften für den Flughafen sind American Airlines, Delta Air Lines und United Airlines. Diese Fluggesellschaft fliegen jedoch nur saisonale Ziele an.